# Wason szelekciós feladat
A Wason szelekciós feladat, Wason-teszt vagy négykártya-probléma egy, kognitív pszichológiai kísérletek alapjául szolgáló logika jellegű rejtvény, amelyet eredetileg az együttműködést befolyásoló kognitív szabályok vizsgálatát szolgáló kutatási teszteljárásként fejlesztettek ki. Peter Cathcart Wason kognitív pszichológus találta ki 1966-ban, és az egyik legismertebb tesztté vált az érveléspszichológiában.

## A feladat
Egy logikai rejtvény, amely alábbi kérdésre keresi a választ:
Tegyük fel, hogy van előttünk négy kártyalap az asztalon. Mindegyikről tudjuk, hogy az egyik felén egy szám van, a másik felén pedig egy betű. A kártyák látható oldalán az alábbi számok és betűk olvashatóak: 4, 7, E, K. Mely kártyát vagy kártyákat kell megfordítani, hogy megbizonyosodhassunk a következő, szabálymegállapításnak szánt kijelentés érvényességéről: „mind a négy kártyára igaz, hogy ha az egyik oldalán magánhangzó van, akkor a másik oldalán páros számnak kell lennie”?

## Megoldás
A helyes válasz az "E" és a "7". A szabály így hangzott: "Ha egy kártya egyik oldalán magánhangzó van, akkor a másik oldalán páros számnak kell lennie." Tehát csak olyan kártya sértheti meg a szabályt, amelyiknek az egyik oldalán magánhangzó van, a másik oldalán pedig páratlan szám. Nézzük meg egyenként:
- [4]: Ha 4-> magánhangzó, akkor nem sérti meg a szabályt, sőt megfelel annak. Ha 4-> mássalhangzó, akkor nem sérti meg a szabályt, mert az semmit sem állít a mássalhangzót tartalmazó kártyákról.
- [7]: Ha 7-> magánhangzó, akkor megsérti a szabályt, mert a kártya egyik oldalán magánhangzó van, a másik oldalán páratlan szám. Ha 7-> mássalhangzó, akkor nem sérti meg a szabályt, mert az semmit sem állít a mássalhangzót tartalmazó kártyákról.
- [E]: Ha E-> páros, akkor nem sérti meg a szabályt, sőt megfelel annak. Ha E-> páratlan, akkor megsérti a szabályt, mert a kártya egyik oldalán magánhangzó van, a másik oldalán páratlan szám.
- [K]: Ha K-> páros, akkor nem sérti meg a szabályt, mert az semmit sem állít a mássalhangzót tartalmazó kártyákról. Ha K-> páratlan, akkor nem sérti meg a szabályt, mert az semmit sem állít a mássalhangzót tartalmazó kártyákról.

A teszt alapszabályát a klasszikus logikában kondicionálásnak nevezzük. Az ilyen "Ha A, akkor B" típusú állítások lényege, hogy az előtag igazsága vonja maga után az utótag igazságát.

## Kutatási eredmények
Wason 1993-ban végzett kutatása szerint a tesztet kitöltők mindössze 10%-a válaszolt helyesen. Ennek az lehet az oka, hogy a hétköznapi nyelvben a kondicionálást más értelemben használjuk, mint a logikában. Vegyük például az alábbi állítást: ha Géza agglegény, akkor Géza egy nőtlen férfi. Ebben az esetben a mondat tagjai felcserélhetőek, hiszen ha Géza nőtlen férfi, akkor egészen biztosan agglegény. Ez a megfordíthatóság azonban nem igaz minden ilyen típusú mondatra. Ha esik az eső, akkor vizes az út. Ebben az állításban a tagok nem felcserélhetőek, hiszen az út attól is lehet vizes, hogy fellocsolták.

### A kontextus megváltoztatása
A kutatások szerint a tesztet kitöltők sokkal nagyobb arányban tudtak helyesen válaszolni, amikor a kérdést hétköznapi kontextusba helyezték. Például a szabály az volt, hogy a 18 éven aluliak nem ihatnak alkoholt, és a kártyákon életkorok és italfajták szerepeltek. A pszichológusok ezt a jelenséget azzal magyarázzák, hogy az emberek sokkal könnyebben oldanak meg olyan feladatokat, amelynek témájával nap mint nap találkoznak.

### A csalás leleplezése
Leda Cosmides, amerikai evolúciópszichológus a Wason-teszt segítségével azt vizsgálta, hogy az emberekben genetikailag kódolva van-e a csalás felismerése. A vizsgálat résztvevői két típusú tesztet töltöttek ki, amelyekben képzeletbeli dolgozók munkáját kellett ellenőrizniük. A két típus közötti egyetlen különbség az volt, hogy az egyik felhívta a figyelmet arra, hogy a tesztben tárgyalt személyeknek oka lehet a csalásra. Utóbbi változatot 68%-uk sikeresen töltötte ki, míg azok, akik nem számítottak csalásra, csak 27%-ban produkáltak jó eredményt. Ebből arra következtettek, hogy az emberekben van egy észlelési mechanizmus, amely a csalás felmerülése esetén automatikusan aktiválódik.
Más pszichológusok szkeptikusan viszonyulnak ehhez az elmélethez, sokan ugyanis úgy gondolják, hogy a csalás felismerésének képességét inkább tapasztalat útján tanuljuk meg.

## Lásd még
- Evolúciós pszichológia
- Logika
- Szónoklattan